# .id
.id је највиши Интернет домен државних кодова (ccTLD) за Индонезију.
Постоји неколико другостепених домена:
- ac.id — академске институције
- co.id — комерцијални ентитети
- or.id — некомерцијалне организације
- go.id — влада и владин систем